# Central-European Tour Isaszeg-Budapest
Le Central-European Tour Isaszeg-Budapest est une course cycliste d'une journée courue en Hongrie et créée en 2011. Elle fait partie depuis 2011 de l'UCI Europe Tour, en catégorie 1.2. Elle est par conséquent ouvert aux équipes continentales professionnelles, à des équipes nationales et à des équipes régionales ou de clubs. Les UCI ProTeams (première division) ne peuvent pas participer. L'épreuve s'appelait Budapest GP de 2011 à 2013.
Elle se déroule le lendemain du Miskolc GP pendant ses trois premières éditions.

## Palmarès
| Année | Vainqueur         | Deuxième          | Troisième     |
| 2011  | Andris Smirnovs   | Alexey Tsatevitch | Luka Mezgec   |
| 2012  | Marko Kump        | Krisztián Lovassy | Luka Mezgec   |
| 2013  | Krisztián Lovassy | Aljaž Hočevar     | Siarhei Papok |
| 2014  | Erik Baška        | Aljaž Hočevar     | Jan Tratnik   |